# Beilschmiedia congestiflora
Beilschmiedia congestiflora är en lagerväxtart som först beskrevs av Engl. & K. Krause, och fick sitt nu gällande namn av Robyns & Wilczek. Beilschmiedia congestiflora ingår i släktet Beilschmiedia och familjen lagerväxter. Inga underarter finns listade i Catalogue of Life.